# Карловка (футбольный клуб)
«Карловка» — бывший украинский футбольный клуб из Карловки. Первые несколько матчей проводила на стадионе «Локомотив» (2 500 зрителей).

## История
Команда создана в 2011 году как ФК «Карловка». Весной того же года он стартовал в первенстве Полтавской области по футболу среди команд второй лиги. Заняв первое место в своей группе, команда завоевала путевку на повышение в классе, а затем и звание «Победитель II лиги». В 2012 году ФК «Карловка» начал свои выступления в чемпионате Полтавской области среди команд Премьер-лиги (после семи туров возглавлял турнирную таблицу и вышел в финал Кубка области по футболу). Но, в связи с получением статуса профессионального клуба, карловчане вынуждены были прекратить свои выступления в областных соревнованиях, став фарм-клубом ФК «Полтава» — участника первенства Украины по футболу среди команд I лиги.
Первый матч на профессиональном уровне провел 14 июля 2012 года. Дома полтавская команда одержала крупную победу над «Макеевуголь» 3:0.
С сезона 2013/14 команда выступала самостоятельно в новом статусе, как ФК «Карловка». В 2014 году расформирован.

## Прежние названия
- 2011—2012 — «Карловка»
- 2012—2013 — «Полтава-2-Карловка»
- 2013—2014 — «Карловка»

## Тренеры
1. до 9.10.13 — Андрей Завьялов
2. 9.10.13 —2014: Сергей Лукаш[1]

## Форма
С 2012 — Joma.